# Castelões de Cepeda
Castelões de Cepeda ist eine Gemeinde (Freguesia) im portugiesischen Kreis Paredes. In ihr leben 8746 Einwohner (Stand 30. Juni 2011). Sie stellt die Ortsgemeinde der Stadt Paredes dar.
Zu den wichtigsten Baudenkmälern der Gemeinde zählen eine Reihe Bauten aus dem 16. Jahrhundert, als die Verwaltung des damaligen Kreises Aguiar de Sousa zum Teil hierher verlegt wurde. Neben öffentlichen Gebäuden und Sakralbauten gehören dazu der Schandpfahl (Pelourinho) aus dem 18. Jahrhundert, Herrenhäuser, eine mittelalterliche Brücke, und der Bahnhof von 1875. Der historische Ortskern steht zudem als Ganzes unter Denkmalschutz.